# Halterofilismo nos Jogos Paralímpicos de Verão de 2012 - Até 40 kg feminino
A disputa da categoria até 40 kg feminino foi realizada no dia 30 de agosto no Complexo ExCel, em Londres.

## Medalhistas
| Ouro   | TUR Nazmiye Muslu |
| Prata  | CHN Cui Zhe       |
| Bronze | GBR Zoe Newson    |

## Formato de competição
Cada atleta tem 3 tentativas para efetuar um movimento válido. Uma quarta tentativa será permitida apenas se a atleta tiver a intenção de quebrar um recorde mundial ou paralímpico, no entanto, essa quarta tentativa não contará para o resultado final. Se houver empate entre duas ou mais atletas, prevalecerá aquela que tiver a menor massa corporal.

## Recordes
| Recorde mundial     | 106,5 kg | TUR Nazmiye Muslu    | Dubai, Emirados Árabes Unidos | 22 de fevereiro de 2012 |
| Recorde paralímpico | 105,5 kg | UKR Lidiia Soloviova | Pequim, China                 | 9 de setembro de 2008   |

A halterofilista turca Nazmiye Muslu quebrou ambos os recordes nesta competição.

## Resultados
| Pos.   | Atleta                 | Massa corporal (kg) | Tentativas (kg) | Tentativas (kg) | Tentativas (kg) | Tentativas (kg) | Resultado (kg) |
| Pos.   | Atleta                 | Massa corporal (kg) | 1               | 2               | 3               | 4               | Resultado (kg) |
| ------ | ---------------------- | ------------------- | --------------- | --------------- | --------------- | --------------- | -------------- |
| Ouro   | TUR Nazmiye Muslu      | 39,36               | 100,0           | 104,0           | 106,0           | 109,0           | 106,0          |
| Prata  | CHN Cui Zhe            | 39,18               | 97,0            | 103,0           | 104,0           | –               | 97,0           |
| Bronze | GBR Zoe Newson         | 39,40               | 84,0            | 88,0            | 88,0            | –               | 88,0           |
| 4      | VIE Nguyễn Thị Hồng    | 39,69               | 88,0            | 88,0            | 90,0            | –               | 88,0           |
| 5      | INA Ni Nengah Widiasih | 38,98               | 78,0            | 78,0            | 88,0            | –               | 78,0           |
| 6      | MAR Malika Matar       | 38,02               | 73,0            | 76,0            | 76,0            | –               | 76,0           |
| 7      | UKR Maryna Kopiika     | 38,90               | 70,0            | 73,0            | 74,0            | –               | 73,0           |
| —      | SYR Noura Baddour      | 37,24               | 88,0            | 88,0            | 88,0            | –               | —              |

Legenda
| Recorde mundial      | Recorde mundial (World record)               |                       | Recorde africano                      | Recorde africano (African) |                                           | Q | Classificado por posição (Qualified) |
| Recorde paralímpico  | Recorde paralímpico (Paralympic record)      | Recorde da América    | Recorde da América (Americas)         | q                          | Classificado por melhor tempo (Qualified) |   |                                      |
| Melhor marca do ano  | Melhor marca do ano (World leading)          | Recorde asiático      | Recorde asiático (Asian)              | DNS                        | Não largou (Did not start)                |   |                                      |
| Recorde nacional     | Recorde nacional (National record)           | Recorde europeu       | Recorde europeu (European)            | DNF                        | Não terminou (Did not finish)             |   |                                      |
| Recorde pessoal      | Recorde pessoal do atleta (Personal best)    | Recorde da Oceania    | Recorde da Oceania (Oceania)          | DSQ / DQ                   | Desclassificado (Disqualified)            |   |                                      |
| Recorde da temporada | Recorde da temporada do atleta (Season best) | Recorde sul-americano | Recorde sul-americano (South America) | NM                         | Sem marca (No mark)                       |   |                                      |